# Yūji Itō
Yūji Itō (伊藤 裕二?, Itō Yūji; Prefettura di Mie, 20 maggio 1965) è un ex calciatore giapponese, di ruolo portiere.